# سالیننو شمالی (تگزاس)
سالیننو شمالی (به انگلیسی: Salineño North) یک منطقهٔ مسکونی در ایالات متحده آمریکا است که در تگزاس واقع شده‌است. سالیننو شمالی ۱۱۵ نفر جمعیت دارد.